# Кориандр (род)
Кориа́ндр (лат. Coriándrum) — олиготипный род травянистых растений семейства Зонтичные (Apiaceae). Включает только два вида, происходящих из западных районов Передней Азии.
Один вид Coriandrum tordylium встречается только в дикой природе в пределах области естественного распространения на территории Ливана, Сирии и Турции.
Другой вид Кориандр посевной (Coriandrum sativum) известен как популярное пряно-ароматическое растение, в связи с чем широко культивируется, и распространён по всему свету.
Одно или двулетние растения с тонким голым ветвистым стеблем. Плоды шаровидной формы, плотно собраны вместе.

## Виды
Известно два общепризнанных вида:
- Coriandrum sativum L. — Кориандр посевной, или Кориандр овощной, или кишнец, или кинза
- Coriandrum tordylium (Fenzl) Bornm.